# مقاطعة بارانيا
بارانيا (بالمجرية: Baranya megye، بالصربية:  Барања، Baranja، بالألمانية: Branau) هو اسم مقاطعة إدارية في المجر الحديثة، في منطقة بارانيا، بمملكة المجر السابقة.
تقع بارانيا في جنوب المجر، على الحدود مع كرواتيا. يُشكل نهر درافا جزءاً من حدودها الجنوبية، ويُشكل نهر الدانوب حدودها من الشرق. تُشارك بارانيا حدودها مع المقاطعات المجرية شومود، تولنا، وباتش-كيشكون.
عاصمة مقاطعة بارانيا هي مدينة بيتش.

## جغرافية

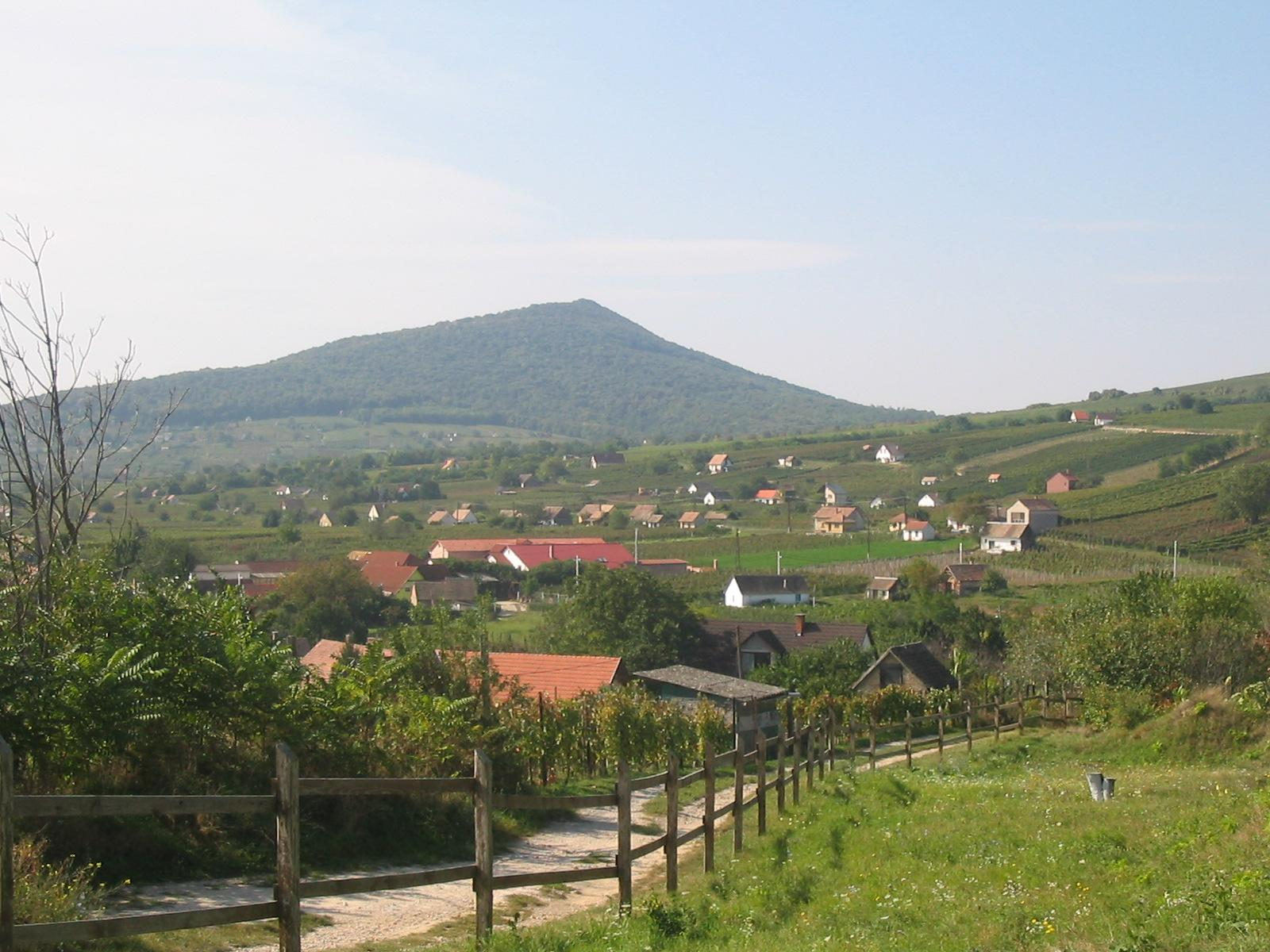
جبال فيلاني، في الجنوب.

تبلغ المساحة الإجمالية لهذه المقاطعة 4,430 كيلومترًا مربعاً (1،710 ميلًا مربعًا) - أي ما يعادل 4.76% من مساحة المجر. وهي مقسمة إلى بارانيا العليا وبارانيا السفلى.
الجزء الشمالي من المقاطعة منطقة جبلية بها غابات كثيفة تُعرف بجبال متشيك (Mecsek). والمناطق المركزية تُشترك بين تلال بارانيا وجبال فيلاني (Villány). أعلى نقطة في المقاطعة هي زينغو (Zengő) في جبال ميتشيك، بارتفاع 682 مترًا، وهي أيضًا أعلى نقطة في سلسلة الجبال.
المناطق الشرقية والجنوبية تتكون من سُهول. أعلى نقطة في المقاطعة هي قمة تُسمى «زنغو» التي تبلغ 682 متر. وهي أيضا أعلى نقطة في السلسلة جبلية في عين الاعتبار.
المناخ مثل باقي مناطق البحر الأبيض المتوسط، مع مُستوى عالي من ساعات إشراق الشمس. بارانيا تملك أعلى مُعدلات أمطار في المجر. بارانيا غنية بالمعدن والماء الحرارية، وكذلك غيرها من الموارد، يمكن العثور على 98 ٪ من موارد الفحم المجر هنا.
تعتبر بارانيا غنية بالمياه المعدنية والمياه الحرارية، وكذلك بالموارد الأخرى. 98% من موارد الفحم في المجر موجودة هنا.

## التاريخ
كانت هذه المنطقة مأهولة بالسكان منذ العصور القديمة قبل أن تأتي القبائل المجرية لغزو المنطقة، التي كان يسكنها السلافيون والآفار. 
أسس أسطفان الأول ملك المجر مقرً أسقفيا فيها.
فتحها العثمانيون بعد انتصارهم الساحق في معركة موهاكس عام 1526م على التحالف الصليبي بقيادة البابا وملك المجر لويس الثاني ثم سقطت بيد مملكة هابسبورغ عام 1689م. بقيت حدودها على حالها في العصور الوسطى وحتى عام 1919م. وفقاً لمعاهدة سلام تريانون، عاد الجزء الجنوبي من المقاطعة (1163 كيلومتر مربع) إلى حُكم السلاف (كرواتيا في الوقت الحاضر).
تم إعادة تنظيم المقاطعات عام 1950م بتغييرات صغيرة، حيث ضُمّت بلدة سيغيتفار إلى المقاطعة.
بارانيا لديها أكبر عدد من الأقليات في المجر، أي أكثر من ضعف متوسط البلدان، وهي موطن ل34 ٪ من الأقلية الألمانية و32 ٪ من الأقليات السلافية الجنوبية في المجر.

## التركيبة السكانية
بلغ عدد سكان مقاطعة بارانيا 407،448 نسمة عام 2001م، منهم:
- مجريون = 375.611 (92.19 ٪).
- الألمان = 22.720 (5.58 ٪).
- غجر = 10.623 (2.61 ٪).
- كروات = 7.294 (1.79 ٪).
- آخرين.

## علم أصول الكلمات
من المحتمل أن المقاطعة سميت بهذا الاسم نسبة إلى أول من جاء إليها وهو "برانا" أو "برينا".

## صور

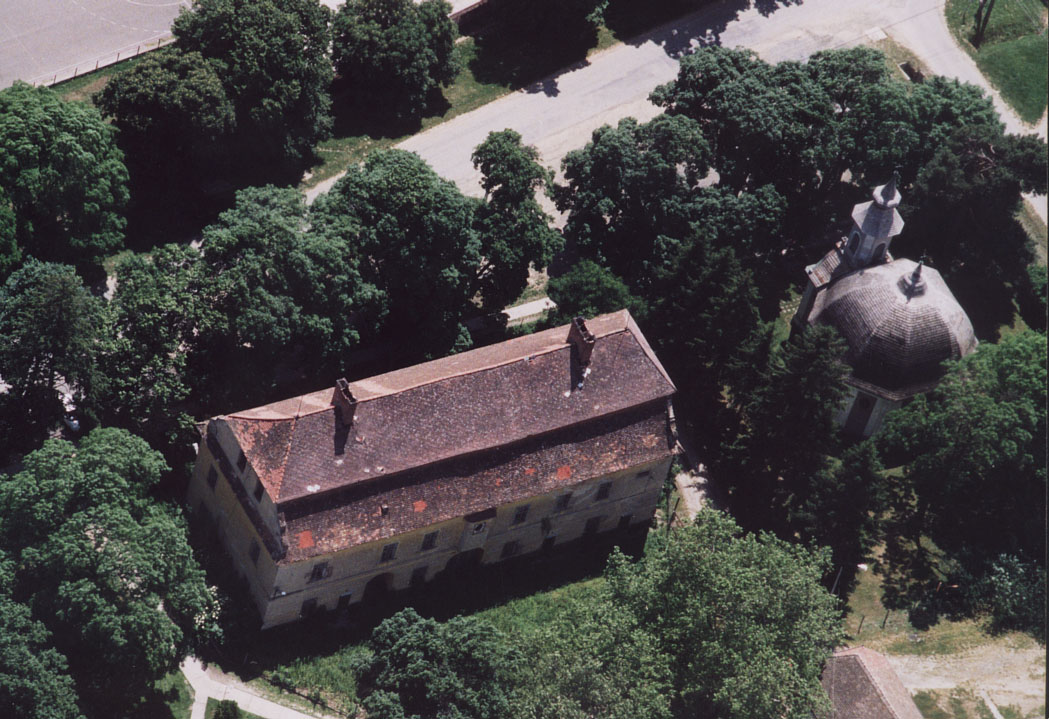
صورة جوية
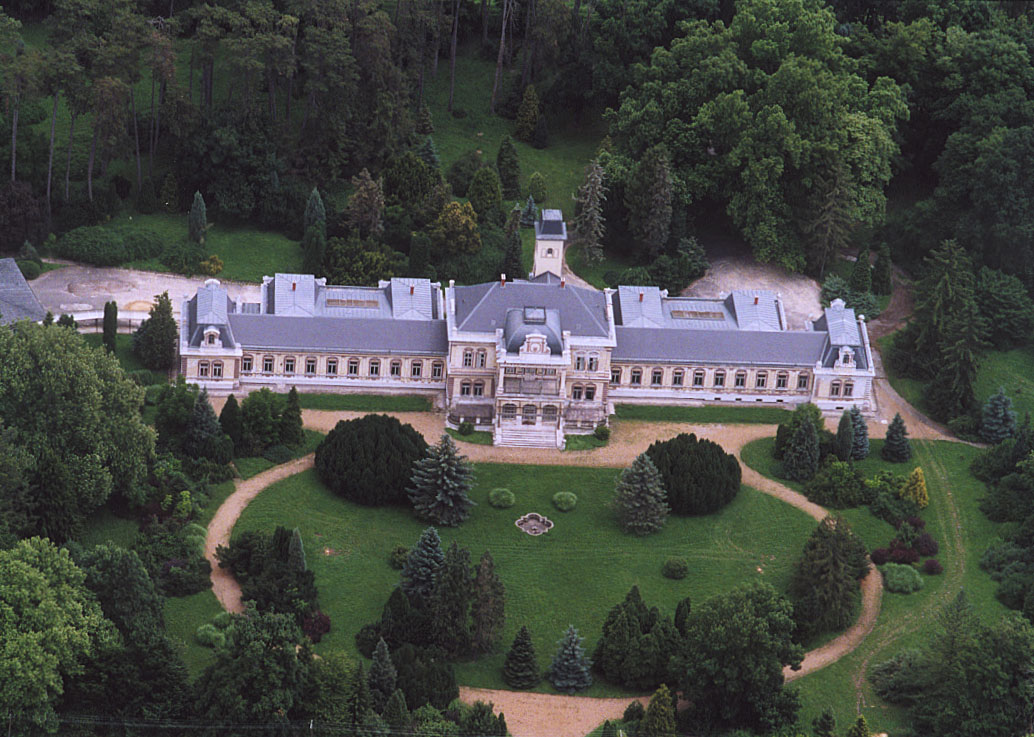
صورة جوية
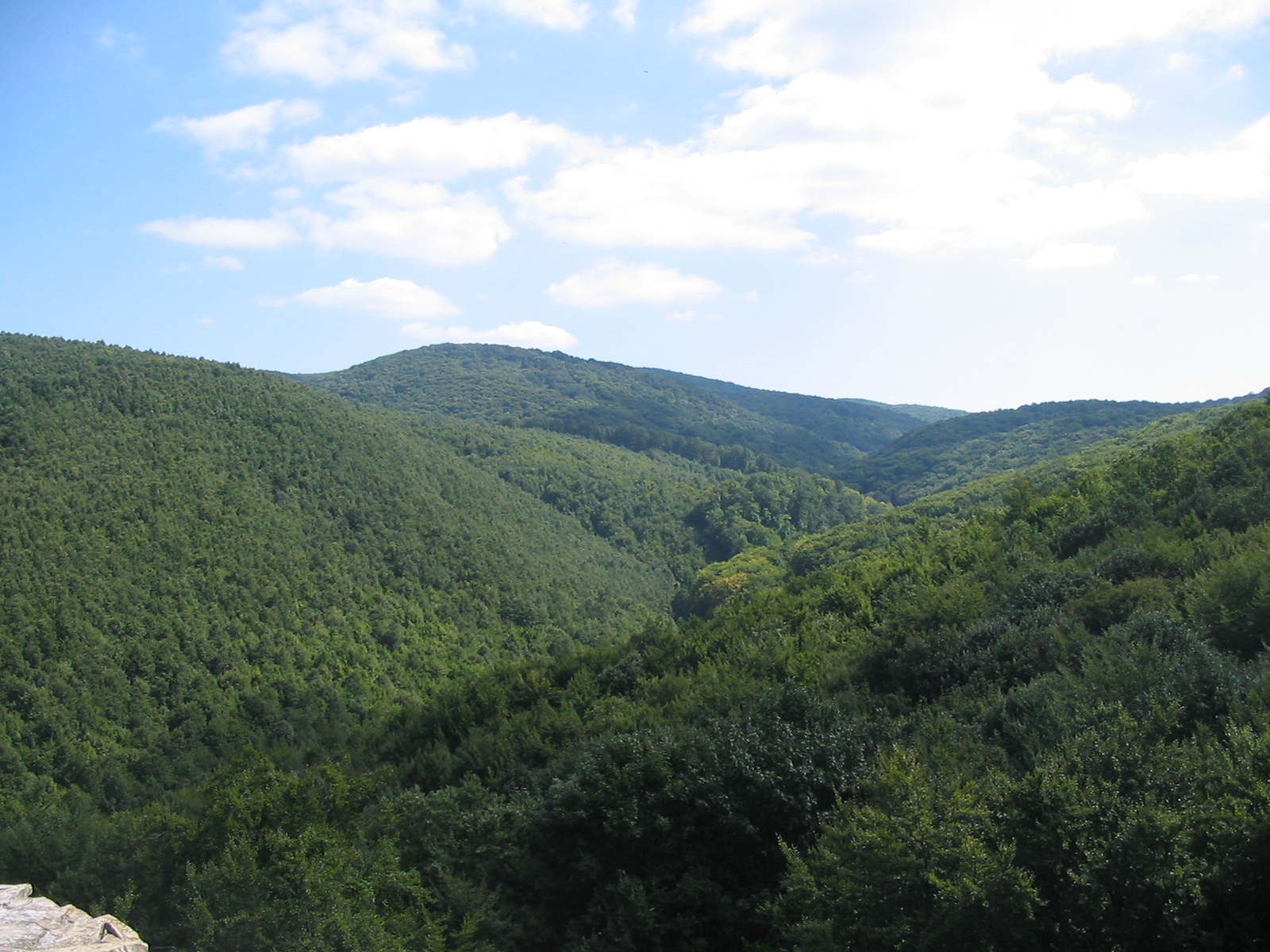
متشك في شمال المقاطعة
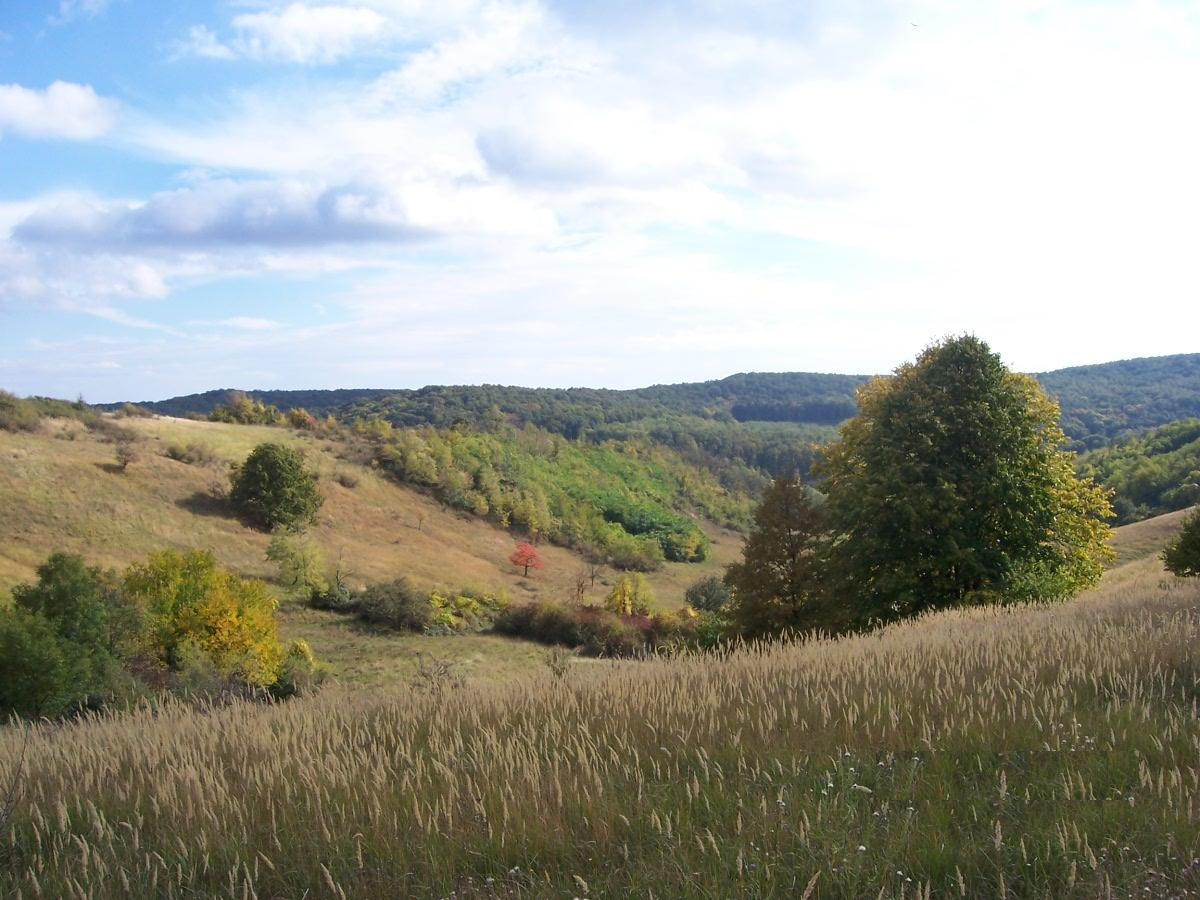
تلال في الشمال الشرقي